# Verweer tegen de Zwarte Kunsten
Verweer tegen de Zwarte Kunsten (afgekort tot VTDZK), in het Engels Defence against the Dark Arts (afgekort DADA), is een schoolvak in de Harry Potterboekenreeks van de Britse schrijfster J.K. Rowling.
Zwarte Kunsten zijn toverspreuken en andere vormen van magie die gebruikt worden door duistere tovenaars zoals Voldemort en zijn Dooddoeners. Het vak leert je hoe je daartegen te beschermen. Omdat dit een zeer belangrijk vak is, wordt het op Zweinstein vanaf het eerste leerjaar gegeven.
Verweer tegen de Zwarte Kunsten is Harry's beste vak op school, voor zijn S.L.IJ.M.B.A.L.len heeft hij alleen voor Verweer tegen de Zwarte Kunsten een "uitmuntend" gehaald. Hij haalde vooral goede resultaten toen professor Remus Lupos het vak doceerde. Remus Lupos en Severus Sneep waren de enige competente leraren die Harry voor dit vak heeft gehad.

## De vloek
Het vak wordt elk jaar door een andere leraar gegeven, omdat de baan vervloekt is door Heer Voldemort nadat deze tot tweemaal toe was afgewezen voor deze functie. In Harry's eerste jaar geeft Quirinus Krinkel les aan Zweinstein. Aan het einde van het eerste boek blijkt dat hij Heer Voldemort in zich meedraagt en wordt hij verzwakt door Harry. Wanneer Heer Voldemort vervolgens het lichaam van professor Krinkel verlaat, sterft de professor. Tijdens Harry's tweede jaar geeft Gladianus Smalhart les in Verweer tegen de Zwarte Kunsten, maar die bakt er niks van en wist aan het einde van het tweede boek per ongeluk zijn eigen geheugen.
In Harry's derde jaar hebben ze eindelijk een goede leraar, Remus Lupos, maar die kan niet blijven omdat hij een weerwolf is en veel ouders er iets tegen hebben dat hij lesgeeft aan hun kinderen. Hij stapt aan het einde van het derde boek zelf op. In Harry's vierde jaar geeft Alastor Dolleman les, maar hij blijkt later een Dooddoener te zijn genaamd Bartolomeus Krenck Jr., die Wisseldrank drinkt om de gedaante van Dolleman aan te nemen. In Harry's vijfde jaar geeft Dorothea Omber les in het vak. Zij is aangesteld door het Ministerie van Toverkunst, maar ze is erg gemeen en gebruikt haar extra macht (die ze van de Minister van Toverkunst heeft gekregen) onder andere om mensen te martelen wanneer ze straf hebben. Hierdoor haat iedereen haar en aan het einde van het vijfde boek leiden Harry en Hermelien haar mee het Verboden Bos in en zorgen ervoor dat de Centauren haar meenemen.
In Harry's zesde jaar geeft Severus Sneep (die weleens vaker mocht invallen) les in Verweer tegen de Zwarte Kunsten, maar die lijkt aan het einde van Harry Potter en de Halfbloed Prins aan de kant van Voldemort te staan (wat uiteindelijk niet waar is). In het zevende boek geeft Amycus Kragge les aan Zweinstein. Hij leert de leerlingen echter daadwerkelijk de Zwarte Kunsten uit te voeren in plaats van zich ertegen te verweren. Het vak heeft daarom dan ook de naam 'Zwarte Kunsten' gekregen.
Uiteindelijk wordt Voldemort vernietigd, is de vloek op het vak opgeheven en wordt er lesgegeven door een onbekende leraar.

### Leraren
1. Professor Quirinus Krinkel (1991-1992, Harry Potter en de Steen der Wijzen)
2. Professor Gladianus Smalhart (1992-1993, Harry Potter en de Geheime Kamer)
3. Professor Remus Lupos (1993-1994, Harry Potter en de Gevangene van Azkaban)
4. Bartolomeus Krenck Jr. (vermomd als professor Alastor Dolleman) (1994-1995, Harry Potter en de Vuurbeker)
5. Professor Dorothea Omber (1995-1996, Harry Potter en de Orde van de Feniks)
6. Professor Severus Sneep (1996-1997, Harry Potter en de Halfbloed Prins)
7. Professor Amycus Kragge (1997-1998, Harry Potter en de Relieken van de Dood)

In de film Fantastic Beasts: The Crimes of Grindelwald wordt bekend dat Albus Perkamentus tevens les in dit vak heeft gegeven.

## Behandelde onderwerpen
Behandelde lesonderwerpen zijn:
- Keltische aardmannetjes
- Boemannen
- Weerwolven
- Roodkopje
- Kappa
- Wierlingen
- Zompelaars
- Vampieren
- De Onvergeeflijke Vloeken
- Verzetten tegen de Imperiusvloek
- Vloekafwering
- Basisprincipes voor Beginners
- Veel Voorkomende Verdedigingstheorieën en hun Oorsprong
- De Argumenten voor een Niet-Offensieve Reactie op een Magische Aanval
- Niet Terugslaan, maar Onderhandelen
- Non-Verbale Spreuken

Het lokaal waar Verweer tegen de Zwarte Kunsten wordt gegeven bevindt zich op de derde verdieping van Zweinstein.